# Liste der Biografien/Stac
Liste der Biografien |
Portal Biografien |
Personensuche
# |
A |
B |
C |
D |
E |
F |
G |
H |
I |
J |
K |
L |
M |
N |
O |
P |
Q |
R |
S |
T |
U |
V |
W |
X |
Y |
Z |
?
 
Sa |
Sb |
Sc |
Sd |
Se |
Sf |
Sg |
Sh |
Si |
Sj |
Sk |
Sl |
Sm |
Sn |
So |
Sp |
Sq |
Sr |
Ss |
St |
Su |
Sv |
Sw |
Sy |
Sz
 
Sta |
Ste |
Sth |
Sti |
Stj |
Stl |
Sto |
Str |
Sts |
Stt |
Stu |
Stv |
Stw |
Sty
 
Staa |
Stab |
Stac |
Stad |
Stae |
Staf |
Stag |
Stah |
Stai |
Staj |
Stak |
Stal |
Stam |
Stan |
Stap |
Star |
Stas |
Stat |
Stau |
Stav |
Staw |
Stax |
Stay |
Staz
Die Liste der Biografien führt alle Personen auf, die in der deutschsprachigen Wikipedia einen Artikel haben. Dieses ist eine Teilliste mit 190 Einträgen von Personen, deren Namen mit den Buchstaben „Stac“ beginnt.

## Stac

### Stacc
- Stacchetti, Ennio, chilenischer Mathematiker, Informatiker und Wirtschaftswissenschaftler
- Stacchi, Anthony (* 1961), US-amerikanischer Filmregisseur und Animator
- Stacchini, Ulisse (1871–1947), italienischer Architekt
- Stacchiotti, Raphaël (* 1992), luxemburgischer Schwimmer
- Stacchiotti, Riccardo (* 1991), italienischer Radrennfahrer
- Staccioli, Alessandro (* 1931), italienischer Ordensgeistlicher, emeritierter Weihbischof in Siena-Colle di Val d’Elsa-Montalcino
- Staccioli, Ivano (1927–1995), italienischer Schauspieler
- Staccioli, Mauro (1937–2018), italienischer bildender Künstler
- Staccione, Vittorio (1904–1945), italienischer Fußballspieler

### Stace
- Stace, Arthur († 1967), australischer Soldat
- Stace, Walter Terence (1886–1967), britischer Beamter, Erzieher und Philosoph
- Stacevičius, Lauras (* 1980), litauischer Politiker (Agrarbund Litauens)
- Stacey Q (* 1958), US-amerikanische Sängerin, Tänzerin, Synchronsprecherin
- Stacey, Alan (1933–1960), englischer Formel-1-RennfahrerAlan Stacey (1933–1960)

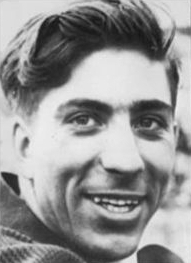
Alan Stacey (1933–1960)

- Stacey, Cara, südafrikanische Musikwissenschaftlerin und Musikerin (Piano, Mundbogen, Komposition)
- Stacey, Eric (1903–1969), US-amerikanischer Produktionsmanager und Regieassistent
- Stacey, Frank D. (* 1929), australischer Geophysiker
- Stacey, Hans (* 1958), niederländischer Rallyefahrer
- Stacey, Jack (* 1996), englischer Fußballspieler
- Stacey, John (1924–1981), britischer Air Chief Marshal
- Stacey, Ken, US-amerikanischer Studiomusiker und Backing Vocalist
- Stacey, Kim (* 1980), US-amerikanische Snowboarderin
- Stacey, Laura (* 1994), kanadische Eishockeyspielerin
- Stacey, Margaret (1922–2004), britische Soziologin
- Stacey, Maurice (1907–1994), britischer Chemiker
- Stacey, Nadia, britische Maskenbildnerin
- Stacey, Nick (1927–2017), britischer Sprinter und Priester
- Stacey, Ralph D. (1942–2021), britischer Organisationstheoretiker und HochschullehrerRalph D. Stacey (1942–2021)

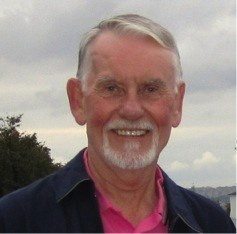
Ralph D. Stacey (1942–2021)

- Stacey, Terry (* 1962), britischer Kameramann

### Stach
- Stach von Goltzheim, Carl Dietrich (1732–1796), preußischer Leutnant und Landrat
- Stach von Goltzheim, Engelhardt Ludwig (1768–1837), preußischer Generalmajor und Abteilungschef im Militär-Ökonomie-Departement
- Stach, Anton (* 1998), deutscher Fußballspieler
- Stach, Emma (* 1996), deutsche BasketballspielerinEmma Stach (* 1996)

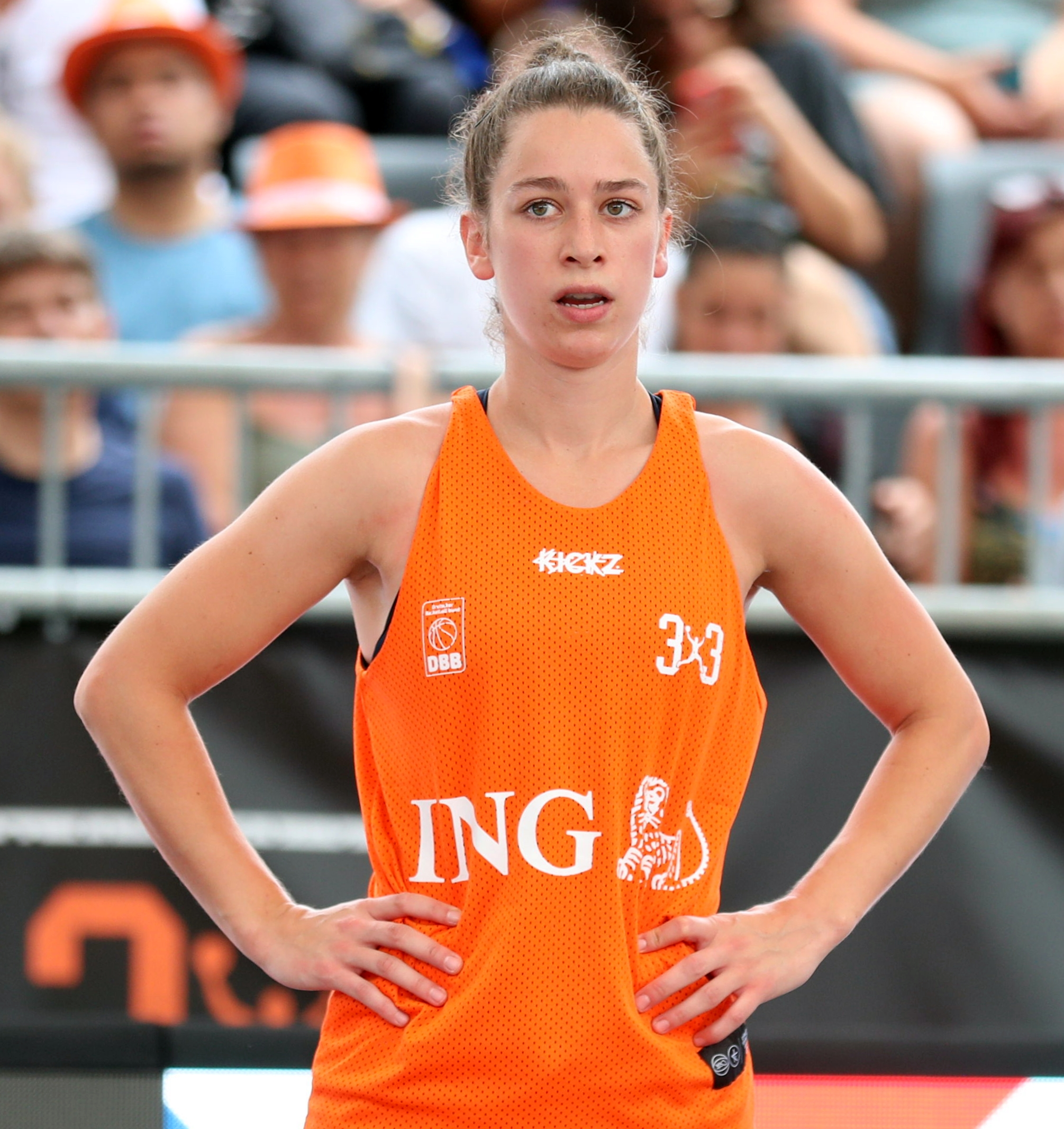
Emma Stach (* 1996)

- Stach, Erich, deutscher Fußballspieler
- Stach, Erich (1896–1987), deutscher Geologe
- Stach, Fredy (1936–2007), deutscher Politiker (SPD)
- Stach, Georg (1912–1945), deutscher Radrennfahrer
- Stach, Ilse von (1879–1941), deutsche Schriftstellerin
- Stach, Joachim (1896–1945), deutscher Polizist und SS-Führer
- Stach, Lotta (* 2002), deutsche Basketballspielerin
- Stach, Matthäus (1711–1787), deutscher Missionar
- Stach, Matthias (* 1962), deutscher Sportjournalist
- Stach, Petr (* 1974), tschechischer Schauspieler
- Stach, Reiner (* 1951), deutscher Autor, Kafka-Biograph und Publizist
- Stach, Susi (* 1961), österreichische Schauspielerin, Schauspieldozentin und Schauspielcoachin
- Stach, Walter (1890–1955), deutscher Mittellateinischer Philologe
- Stach, Wolfgang (* 1960), deutscher Musikproduzent und -verleger mit Wohnsitz in Köln
- Stachanow, Alexei Grigorjewitsch (1906–1977), russischer Bergmann, löste durch eine Übererfüllung der Arbeitsnorm die Stachanow-Bewegung aus
- Stachat, Friedrich (* 1938), deutscher Holzbildhauer und Keramikkünstler
- Stache, Ernst (1849–1895), deutscher Maler
- Stache, Erwin (* 1960), deutscher Komponist und Klangkünstler
- Stache, Friedrich August von (1814–1895), österreichischer Architekt
- Stache, Guido (1833–1921), österreichischer Geologe und Mineraloge
- Stache, Karl, deutscher Radrennfahrer
- Stache, Kurt (* 1903), deutscher politischer KZ-Häftling, Widerstandskämpfer gegen das NS-Regime
- Stachel, Günter (1922–2013), deutscher römisch-katholischer Theologe
- Stachel, Hellmuth (* 1942), österreichischer Mathematiker und Professor an der Technischen Universität Wien
- Stachel, Holdine (1892–1974), deutsche Politikerin, SED-Funktionärin und Schriftstellerin
- Stachel, Johanna (* 1954), deutsche Kern- und Teilchenphysikerin sowie Hochschullehrerin für ExperimentalphysikJohanna Stachel (* 1954)

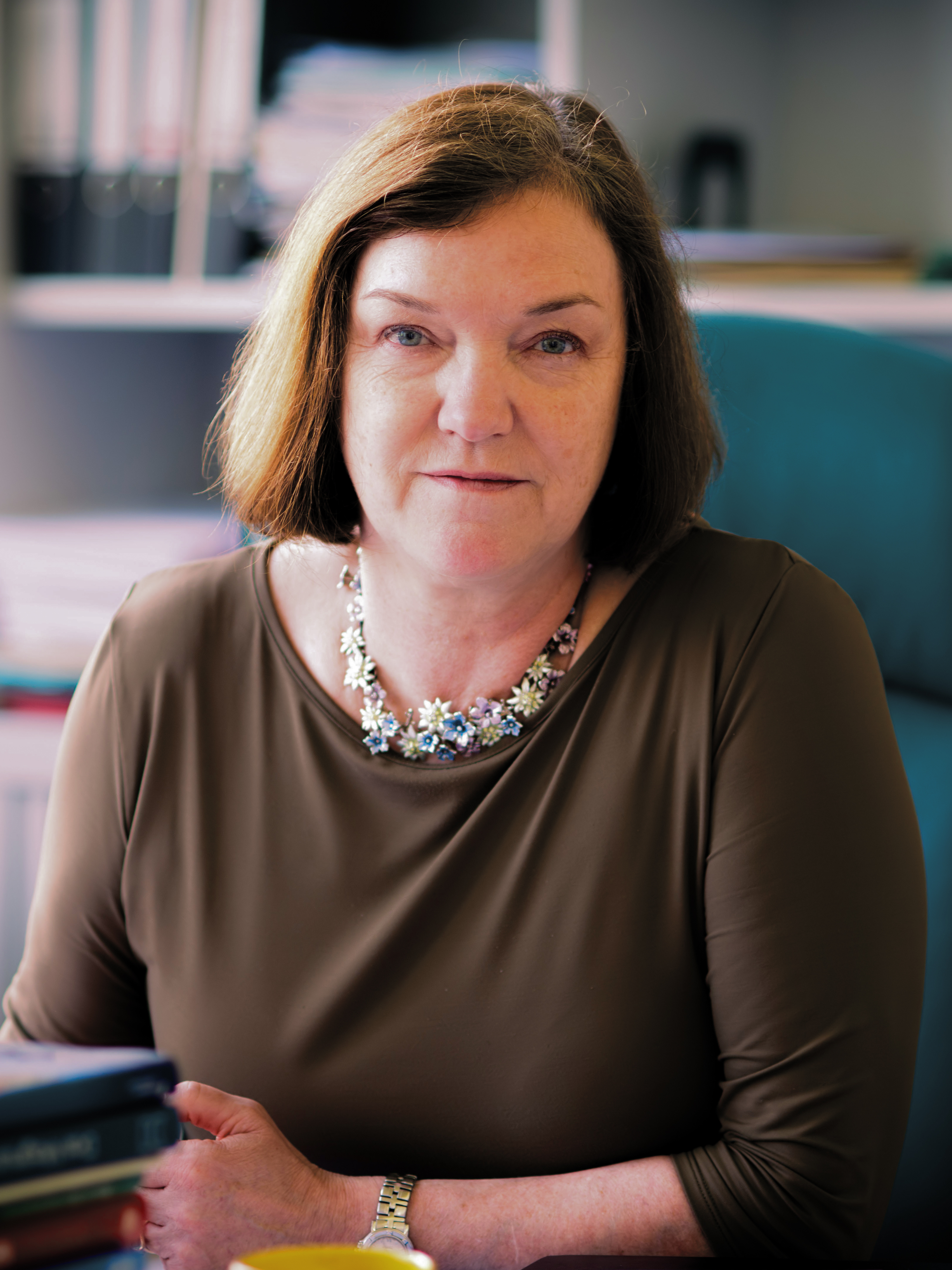
Johanna Stachel (* 1954)

- Stachel, John (1928–2025), US-amerikanischer Physiker Wissenschaftshistoriker und Hochschullehrer
- Stachel, Marc (* 1972), deutscher Synchronsprecher
- Stachelbeck, Christian (* 1967), deutscher Militärhistoriker
- Stachelberger, Klaus (* 1975), österreichischer Handballspieler
- Stächele, Edmund (1912–2001), deutscher Kommunalpolitiker
- Stächele, Willi (* 1951), deutscher Politiker (CDU), MdL, Landesminister Baden-WürttembergWilli Stächele (* 1951)

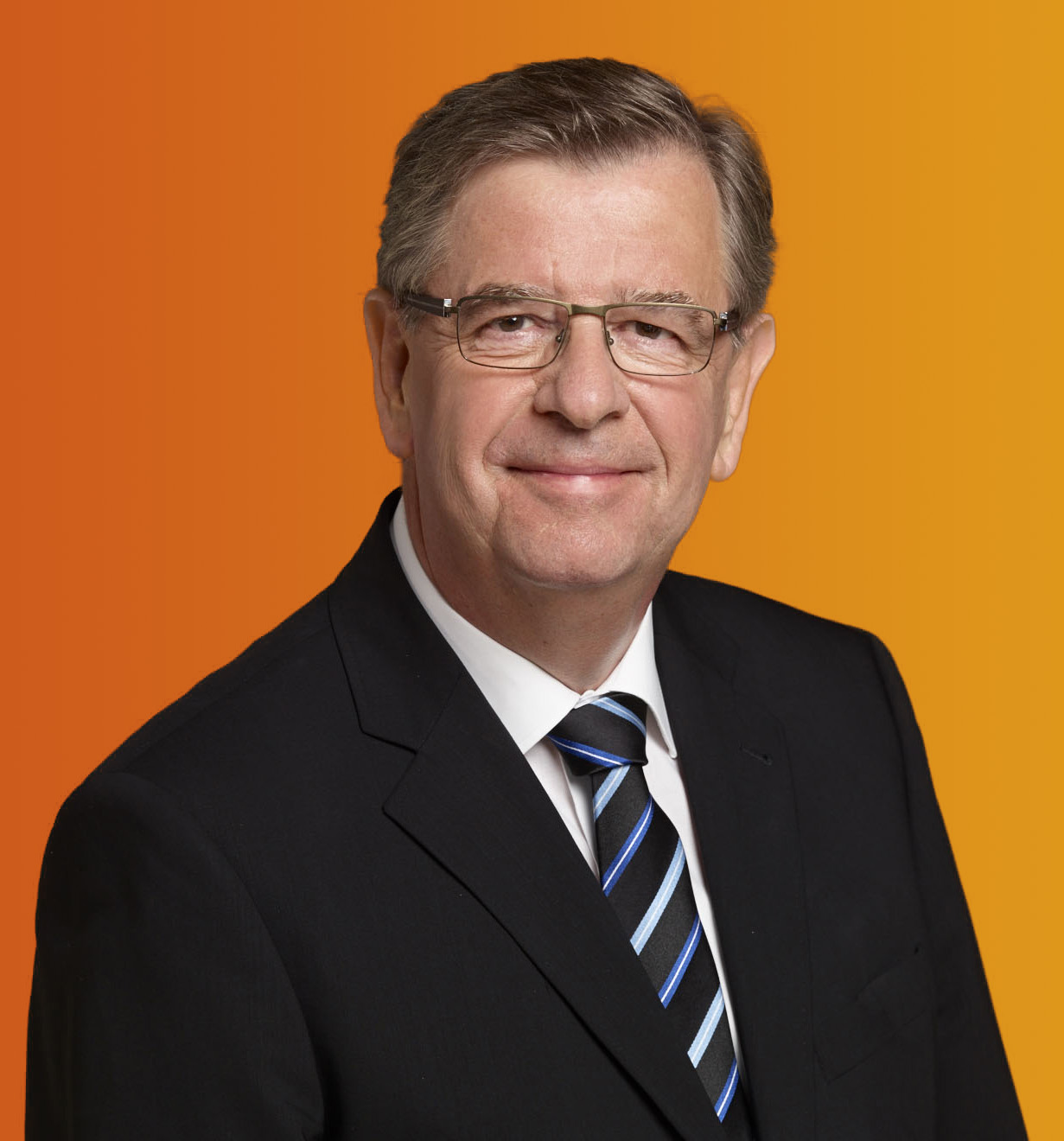
Willi Stächele (* 1951)

- Stachelhaus, Christian (* 1984), deutscher Webvideoproduzent
- Stachelhaus, Heiner (1930–2002), deutscher Kulturredakteur und Kunstkritiker
- Stachelhaus, Horst (1950–1999), deutscher Musiker
- Stachelhaus, Regine (* 1955), deutsche Managerin
- Stachels, Jakob (1901–1977), deutscher Verwaltungsjurist
- Stachelscheid, Karl (1917–1970), deutscher Maler
- Stacher, Alois (1925–2013), österreichischer Mediziner und Politiker (SPÖ)
- Stacher, Joseph (1902–1977), US-amerikanischer Mobster, Partner von Meyer Lansky
- Stacherl, Willibald (* 1947), österreichischer Politiker (SPÖ), Landtagsabgeordneter
- Stachiewicz, Piotr (1858–1938), polnischer Maler und Illustrator
- Stachl, Martin (1914–1997), deutsch-österreichischer Maler
- Stachl, Peter, österreichischer Musikinstrumentenbauer und Musiker
- Stachler, Alke (* 1984), deutsche Autorin und Lyrikerin
- Stachniak, Eva (* 1952), polnisch-kanadische Schriftstellerin
- Stachnik, Oskar (* 1998), polnischer Diskuswerfer
- Stachnik, Richard (1894–1982), deutscher katholischer Theologe und Politiker (Zentrum) der Freien Stadt Danzig
- Stachnik, Sebastian (* 1986), deutscher Fußballspieler
- Stacho, Imrich (1931–2006), tschechoslowakischer Fußballspieler
- Stachorra, Emil (* 1915), deutscher Fußballspieler
- Stachorra, Ruth (1938–2014), deutsche Politikerin (SPD), MdL
- Štáchová, Helena (1944–2017), tschechische Puppenspielerin, Sängerin, Autorin, Regisseurin und Synchronsprecherin
- Štachová, Michaela, Spieledesignerin aus der Tschechischen Republik
- Stachovič, Nikolas (* 2003), slowakischer Fußballspieler
- Stachowa, Angela (1948–2022), deutsch-sorbische Schriftstellerin und Politikerin (SED, parteilos), MdB
- Stachowiak, Adam (* 1986), polnischer Fußballtorhüter
- Stachowiak, André (* 1970), deutscher Fußballschiedsrichter
- Stachowiak, Herbert (1921–2004), deutscher Philosoph und Hochschullehrer
- Stachowiak, Rafael (* 1981), deutscher Schauspieler
- Stachowiak, Wojciech (* 1999), deutsch-polnischer EishockeyspielerWojciech Stachowiak (* 1999)

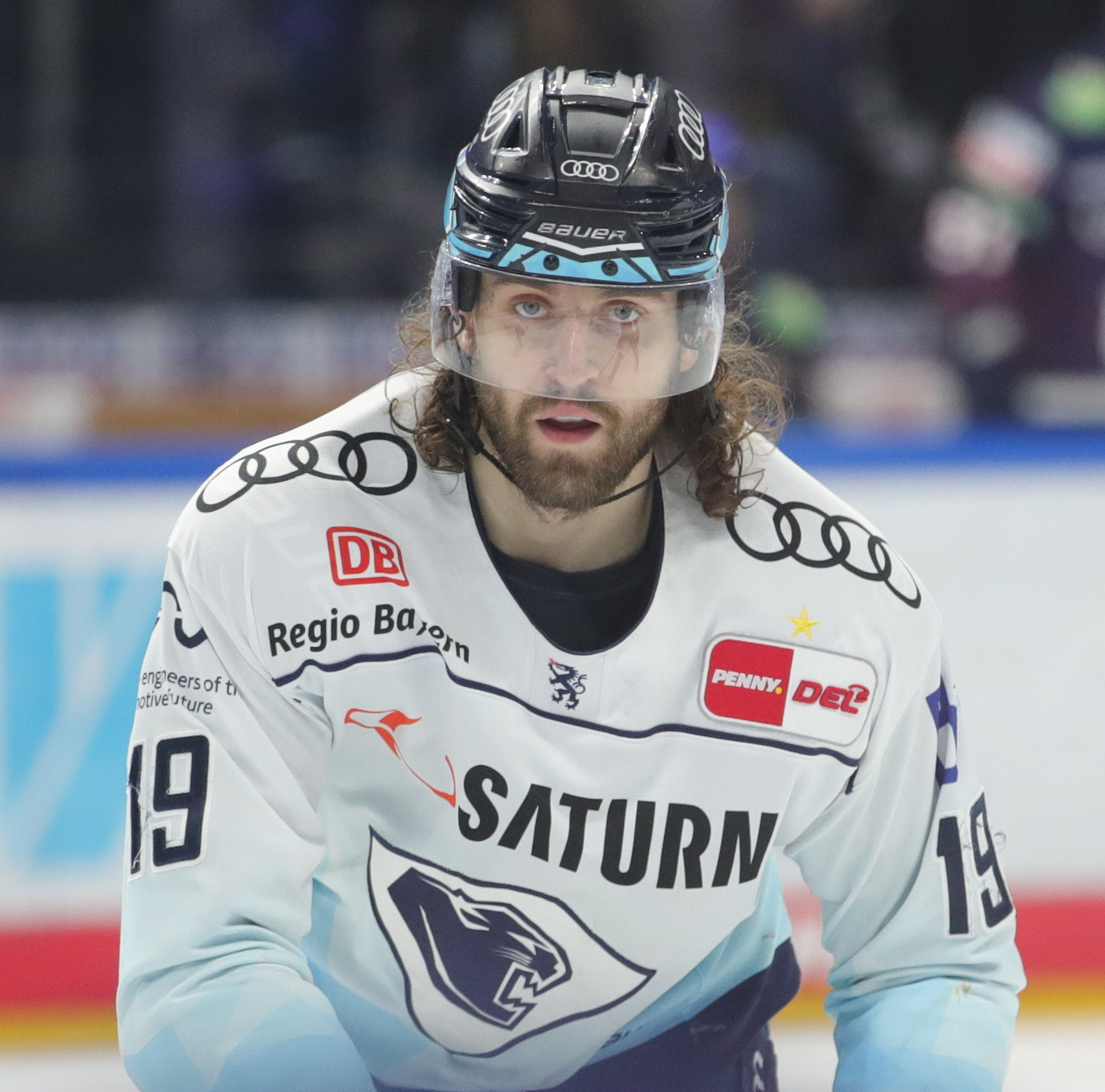
Wojciech Stachowiak (* 1999)

- Stachowicz, Damian (1658–1699), polnischer Komponist
- Stachowitsch, Alexej (1918–2013), österreichisch-russischer Autor, Pädagoge, Philosoph, Liedermacher, Techniker, Pfadfinder und Wandervogel
- Stachowitsch, Kira, österreichische Journalistin und Zeitschriftengründerin
- Stachowitsch, Michail Alexandrowitsch (1861–1923), russischer Politiker
- Stachowitz, Diana (* 1963), deutsche Politikerin (SPD), MdL
- Stachowitz, Édouard (1934–2008), französischer Fußballspieler und -trainer
- Stachowske, Ruthard (* 1957), deutscher Sozialpädagoge und Hochschullehrer
- Stachowski, Amber (* 1983), US-amerikanische Wasserballspielerin
- Stachowski, Łukasz (* 1990), polnischer Squashspieler
- Stachowski, Marek (1936–2004), polnischer Komponist
- Stachowskyj, Serhij (* 1986), ukrainischer TennisspielerSerhij Stachowskyj (* 1986)

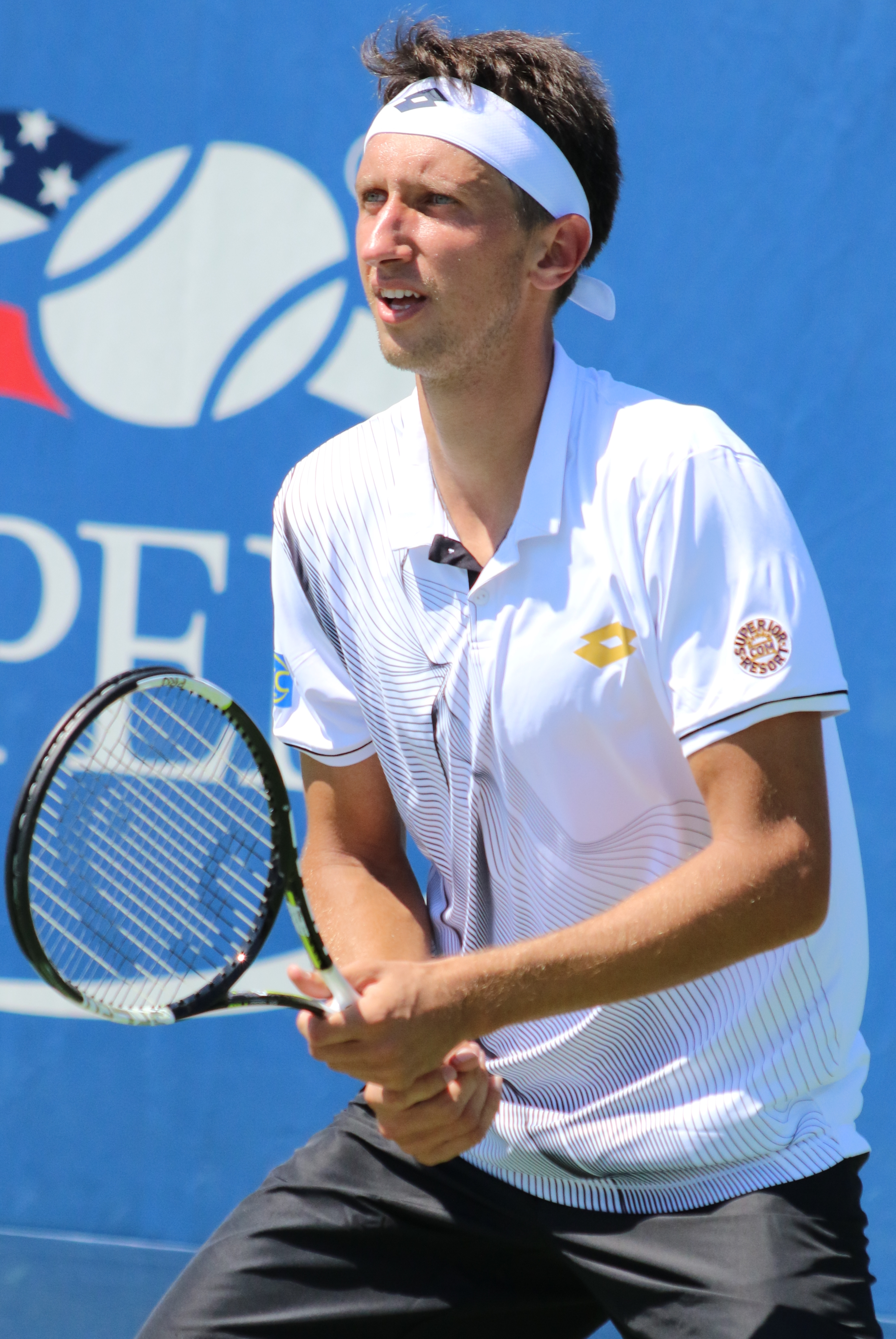
Serhij Stachowskyj (* 1986)

- Stachula, Philipp (* 1987), deutscher Basketballspieler und -trainer
- Stachura, Edward (1937–1979), polnischer Schriftsteller, Dichter und Liedermacher
- Stachura, Jan (* 1948), polnischer Radrennfahrer
- Stachura, Mateusz (* 1985), kanadischer Biathlet
- Stachura, Peter D. (* 1944), britischer Historiker
- Stachurski, Witold (1947–2001), polnischer Boxer
- Stachwitz, Sabine (* 1943), deutsche Politikerin, Staatssekretärin in Brandenburg
- Stachys der Apostel († 54), zweiter Bischof von Byzantion

### Staci
- Stačiokas, Stasys (1937–2020), litauischer Verfassungsrechtler, Richter und Politiker

### Stack
- Stack, Allen (1928–1999), US-amerikanischer Schwimmer
- Stack, Austin (1879–1929), irischer Politiker (Sinn Féin), Mitglied des House of Commons und Sportler
- Stack, Carlos (* 1997), thailändisch-australischer Fußballspieler
- Stack, Edmund J. (1874–1957), US-amerikanischer Politiker
- Stack, Edward J. (1910–1989), US-amerikanischer Politiker
- Stack, Frank (1906–1987), kanadischer Eisschnellläufer
- Stack, George (* 1946), irischer Geistlicher, römisch-katholischer Erzbischof von Cardiff
- Stack, Graham (* 1981), irischer Fußballspieler
- Stack, John (1924–1997), US-amerikanischer Ruderer
- Stack, Jonathan (* 1957), US-amerikanischer Dokumentarfilmer
- Stack, Kelli (* 1988), US-amerikanische Eishockeyspielerin
- Stack, Lee (1868–1924), britischer General und Generalgouverneur
- Stack, Michael J. (1888–1960), US-amerikanischer Politiker
- Stack, Mike (* 1963), US-amerikanischer Politiker
- Stack, Neville (1919–1994), britischer Offizier der Luftstreitkräfte des Vereinigten Königreichs
- Stack, Robert (1896–1988), amerikanischer Brigadegeneral
- Stack, Robert (1919–2003), US-amerikanischer FilmschauspielerRobert Stack (1919–2003)

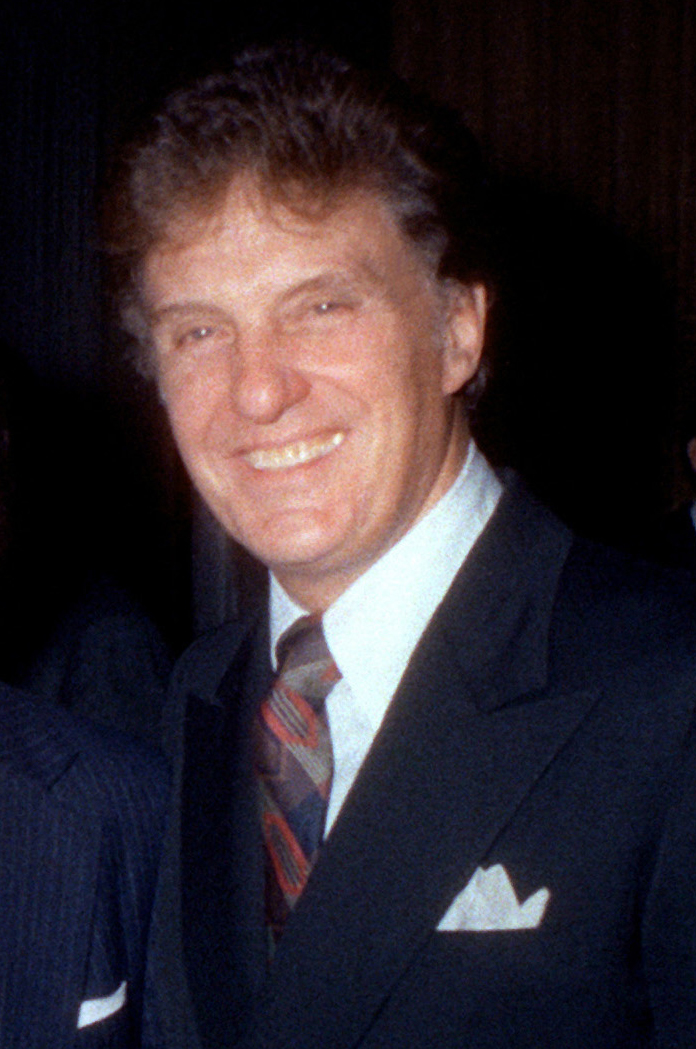
Robert Stack (1919–2003)

- Stack, Timothy (* 1956), US-amerikanischer Schauspieler
- Stacke, Heinz (1924–1987), deutscher Senator (Bayern)
- Stacke, Manuela (* 1970), deutsche Filmregisseurin
- Stackebrandt, Erko (* 1944), deutscher Mikrobiologe
- Stackebrandt, Werner (* 1948), deutscher Geologe
- Stäckel, Paul (1862–1919), deutscher Mathematiker
- Stackelberg, Alexander von (1833–1898), russischer Geheimrat deutschbaltischer Herkunft
- Stackelberg, Berndt Otto I. von (1662–1734), schwedischer Feldmarschall
- Stackelberg, Berndt Otto II. von (1703–1787), schwedischer Feldmarschall
- Stackelberg, Carl Adam von (1669–1749), schwedischer Freiherr und General der schwedischen Armee
- Stackelberg, Carla von (1889–1948), deutsche Drehbuchautorin
- Stackelberg, Curt von (1910–1994), deutscher Jurist
- Stackelberg, Ewald Antonowitsch von (1847–1909), Vizeadmiral deutsch-baltischer Abstammung in der Kaiserlich-Russischen Marine
- Stackelberg, Georg von (1851–1913), russischer General der Kavallerie
- Stackelberg, Gustav von (1766–1850), deutsch-baltischer Adliger und kaiserlich-russischer Diplomat
- Stackelberg, Hans von (1924–2022), deutscher Kapitän zur See der Bundesmarine und AutorHans von Stackelberg (1924–2022)

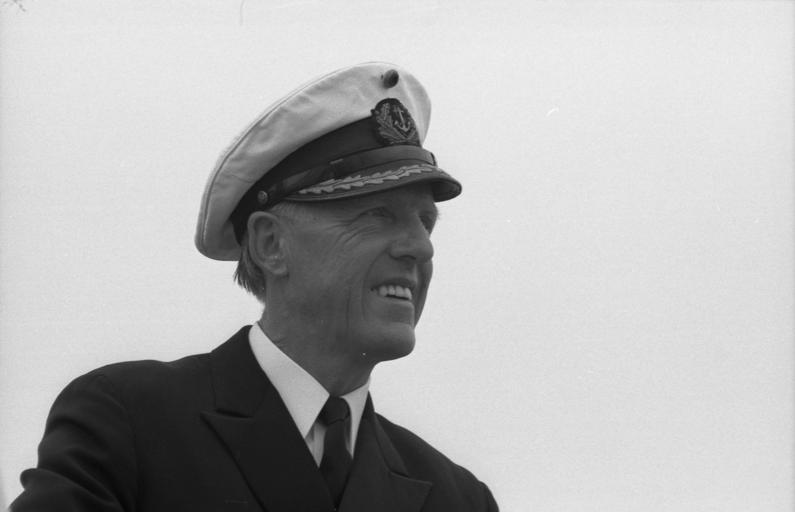
Hans von Stackelberg (1924–2022)

- Stackelberg, Heinrich Freiherr von (1905–1946), deutscher Ökonom
- Stackelberg, Hubertus von (* 1953), deutscher Musiker und Basketballnationalspieler
- Stackelberg, Jürgen von (1925–2020), deutscher Romanist
- Stackelberg, Karl-Georg von (1913–1980), deutscher Marktforscher, Autor und Berater
- Stackelberg, Otto Magnus von (1736–1800), deutsch-baltischer, russischer Diplomat
- Stackelberg, Otto Magnus von (1786–1837), schwedischstämmiger, deutschbaltischer Archäologe, Maler und Schriftsteller
- Stackelberg, Otto Magnus von (1867–1947), deutsch-baltischer Genealoge und Autor
- Stackelberg, Reinhold von (1797–1869), livländischer Landrat
- Stackelberg, Traugott von (1891–1970), deutschbaltischer Arzt, Maler und Autor
- Stackelberg, Verena von (* 1977), deutsche Filmkuratorin
- Stacken, Jesse (* 1978), US-amerikanischer Jazzmusiker
- Stackenäs, David (* 1974), schwedischer Jazzgitarrist
- Stackenschneider, Andrei Iwanowitsch (1802–1865), russischer Architekt
- Stäcker, Hans Detlef (1923–2003), deutscher Politiker (FDP, CDU), MdL
- Stäcker, Horst (1931–2015), deutscher Politiker (SPD), MdBB
- Stäcker, Karl-Heinz (1931–2022), deutscher Psychologe
- Stäcker, Nana (1990–2012), deutsche Gründerin der Organisation „Recover your smile“
- Stäcker, Otto (* 1886), deutscher Generalstaatsanwalt
- Stackhouse, Eli T. (1824–1892), US-amerikanischer Politiker
- Stackhouse, Houston (1910–1980), US-amerikanischer Bluesmusiker
- Stackhouse, Jerry (* 1974), US-amerikanischer BasketballspielerJerry Stackhouse (* 1974)

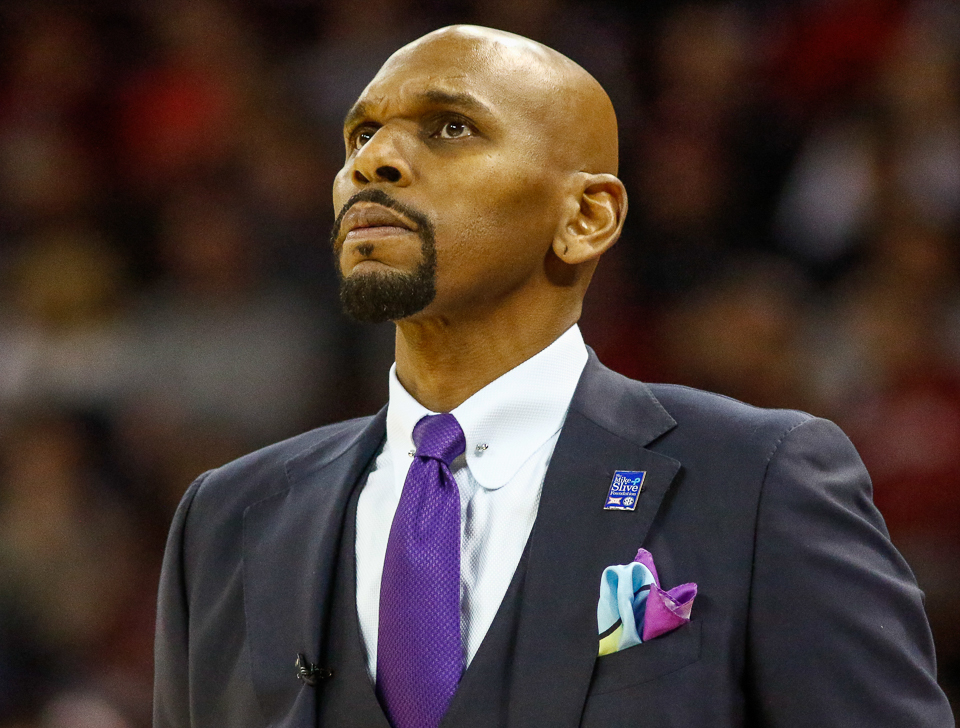
Jerry Stackhouse (* 1974)

- Stackhouse, Ron (* 1949), kanadischer Eishockeyspieler
- Stackl, Erhard (* 1948), österreichischer Journalist und Autor
- Stackmann, Heinrich († 1532), deutscher Mediziner, Philologe, Physiker, Dichter und Humanist
- Stackmann, Jürgen (* 1961), deutscher Manager
- Stackmann, Karl (1858–1943), deutscher Verwaltungsjurist und Abgeordneter in Preußen
- Stackmann, Karl (1922–2013), deutscher Germanist
- Stackmann, Ludwig (1850–1903), deutscher Richter und Abgeordneter in Preußen
- Stackpole, Keith (1940–2025), australischer Cricketspieler
- Stackpole, Michael A. (* 1957), US-amerikanischer Science-Fiction- und Fantasyautor
- Stackpole, Ralph (1885–1973), amerikanischer Bildhauer, Maler, Wandmaler, Radierer und Kunstpädagoge
- Stackpole, Rose (* 1995), australische Synchronschwimmerin
- Stacks, Tom (1899–1936), US-amerikanischer Jazzmusiker (Schlagzeug)

### Stacp
- Stacpoole, Henry De Vere (1863–1951), irischer Schriftsteller

### Stacy
- Stacy, französische Zouk-Sängerin
- Stacy, Brandon (* 1982), US-amerikanischer Schauspieler
- Stacy, James (1936–2016), US-amerikanischer Schauspieler
- Stacy, Jay (* 1968), australischer Hockeyspieler
- Stacy, Jess (1904–1995), US-amerikanischer Jazz-Pianist
- Stacy, John (1914–1988), australischer Schauspieler
- Stacy, Spider (* 1958), britischer Musiker und SongwriterSpider Stacy (* 1958)

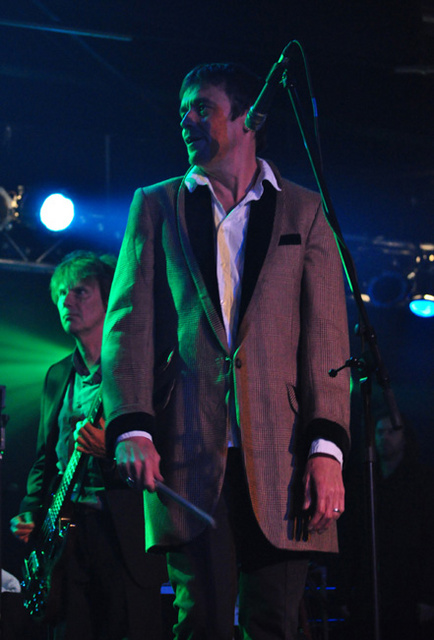
Spider Stacy (* 1958)

- Stacy-Judd, Robert B. (1884–1975), britisch-US-amerikanischer Architekt und Autor

### Stacz
- Staczek, Piotr (* 1978), deutscher Fußballspieler